# Picco Ivigna
Il picco Ivigna (2.581 m s.l.m. - detto anche solo Ivigna - Ifinger in tedesco) è una montagna delle Alpi Sarentine nelle Alpi Retiche orientali. Si trova nella provincia autonoma di Bolzano.
La montagna è collocata ad est di Merano e sopra la stazione sciistica di  Merano 2000.
Ogni anno la montagna è illuminata dai fuochi del Sacro Cuore di Gesù.